# Elke Schilling
Elke Schilling, verheiratete Plöger, (geboren am 11. November 1944 in Leipzig) ist eine deutsche Sozialunternehmerin und Gründerin von Silbernetz, einem Gesprächsangebot per Telefon für ältere Menschen. Sie war von 1994 bis 1998 Staatssekretärin für Frauenpolitik des Landes Sachsen-Anhalt.

## Leben
Elke Schilling wuchs in der Deutschen Demokratischen Republik auf und besuchte nach dem Schulabschluss die Technische Universität Dresden und die Humboldt-Universität zu Berlin, wo sie den Titel Diplom-Mathematikerin erwarb. Danach arbeitete sie 22 Jahre in verschiedenen Rechenzentren von Ministerien, Betrieben, im Gesundheitswesen und in der Landwirtschaft der DDR. Nach der politischen Wende in der DDR wurde sie selbständige Versicherungsfachfrau.
1992 ging sie unter ihrem Ehenamen Elke Plöger in die Politik bei Bündnis 90/Die Grünen. Von 1994 bis 1998 war sie die erste bündnisgrüne Staatssekretärin für Frauenpolitik in Sachsen-Anhalt. Nachdem sie 1997 auf der Landesdelegiertenkonferenz ihrer Partei in Magdeburg keinen der ersten Plätze auf der Landeswahlliste erhalten hatte, verließ sie die Veranstaltung. Wenig später beklagte sie ihre „Hinrichtung durch die Basis“. Nachdem Bündnis 90/Die Grünen 1998 aus dem Landtag von Sachsen-Anhalt ausgeschieden waren, verlor Elke Plöger das Amt als Staatssekretärin in der Landesregierung. Fortan wirkte sie freischaffend als Beraterin. Im Mai 2001 trat Elke Plöger als Unabhängige erfolglos bei der Oberbürgermeisterwahl in Magdeburg an: Sie erhielt nur 1,50 % der Stimmen.
Von 1995 bis 2004 war Plöger ostdeutsche Vorsitzende des Vereins Frauenbrücke Ost-West.
Seit 2010 lebt sie unter ihrem Geburtsnamen Schilling in Berlin und war von 2011 bis 2018 als Vorsitzende der SeniorInnenvertretung Mitte aktiv.
Seit 2014 baute Elke Schilling das Silbernetz auf und gründete 2016 den Verein Silbernetz e. V. Silbernetz ist ein dreigliedriges Gesprächsangebot per Telefon für ältere Menschen nach dem Vorbild des britischen Vereins Silver Line. Silbernetz ist mittlerweile alleiniger Träger des Angebotes.
2025 wurde ihr das Bundesverdienstkreuz am Bande verliehen.

## Werke
- Frauen in der einen Welt, Bände 10–11, Zentrum für Interkulturelle Frauenalltagsforschung und Internationalen Austausch, 1999, S. 133.
- Die meisten wollen einfach mal reden – Strategien gegen Einsamkeit im Alter, 2024, ISBN 3-86489-432-8